# Brevipalpus dilaccus
Brevipalpus dilaccus är en spindeldjursart som beskrevs av Pritchard och Baker 1952. Brevipalpus dilaccus ingår i släktet Brevipalpus och familjen Tenuipalpidae. Inga underarter finns listade.